# Cantó de Sent Clar
Cantó de Sent Clar és un cantó del departament francès del Gers amb les següents comunes:
- Avesan
- Vivèrs
- Cadelhan
- Lo Casteron
- Estramiac
- Gaudonvila
- L'Isla Boson
- Manhàs
- Maurós
- Pessolens
- Sent Clar
- Sent Criac
- Sent Launart
- Tornacopa

## Història
| Data d'elecció                           | Identitat          | Partit | Qualitat |
| ---------------------------------------- | ------------------ | ------ | -------- |
| 1979-2004                                | Bernard Cassaignau | UDF    |          |
| 2004-                                    | Bernard Gendre     | PS     |          |
| les dades anteriors no són pas conegudes |                    |        |          |
|                                          |                    |        |          |

## Demografia
| 1962  | 1968  | 1975  | 1982  | 1990  | 1999  | 2006  |
| ----- | ----- | ----- | ----- | ----- | ----- | ----- |
| 3.185 | 3.413 | 3.162 | 2.929 | 2.648 | 2.554 | 2.762 |